# 83. Infanterie-Division (Deutsches Kaiserreich)
Die 83. Infanterie-Division war ein Großverband der Preußischen Armee im Ersten Weltkrieg.

## Geschichte
Die Division wurde nach Ausbruch des Ersten Weltkriegs im Oktober 1914 aus Einheiten der Festung Posen gebildet und war bis Mitte März 1918 an der Ostfront im Einsatz. Dann erfolgte die Verlegung in den Westen, wo sie sich bis Kriegsende an den dortigen Kämpfen beteiligte. Nach dem Waffenstillstand marschierten die Reste der Division in die Heimat zurück, wo der Großverband demobilisiert und schließlich am 27. Januar 1919 aufgelöst wurde.

### Gefechtskalender

#### 1914
- 16. November bis 15. Dezember – Schlacht um Łódź
- ab 18. Dezember – Schlacht bei Rawka-Bzura

#### 1915
- bis 14. Juni – Schlacht bei Rawka-Bzura
- 22. bis 27. Juli – Narewübergang südöstlich Ostrolenka
- 23. Juli bis 3. August – Schlacht am Narew
- 03. August – Einnahme von Ostrolenka
- 04. bis 7. August – Schlacht am Orz
- 08. bis 10. August – Schlacht bei Ostrow
- 11. bis 12. August – Schlacht bei Tschishew-Sambrow
- 13. bis 18. August – Verfolgungskämpfe am oberen Narew und Nurzec
- 19. bis 25. August – Schlacht bei Bielsk
- 26. August – Einnahme von Białystok
- 27. August bis 2. September – Einnahme von Grodno
- 01. bis 27. September – Verfolgung von Njemen zur Beresina
- ab 28. September – Stellungskämpfe an der Beresina, Olschanka und Krewljanka

#### 1916
- Stellungskämpfe an der Beresina, Olschanka und Krewljanka

#### 1917
- bis 22. April – Stellungskämpfe an der Beresina, Olschanka und Krewljanka
- 23. April bis 21. Juni – Stellungskämpfe an der oberen Schtschara-Serwetsch
- 21. Juni bis 21. Juli – Stellungskämpfe bei Kalusz
- 21. Juli bis 5. August – Verfolgungskämpfe in Ostgalizien und der Bukowina
- 06. August bis 6. September – Stellungskämpfe nördlich Czernowitz
- 07. September bis 28. November – Stellungskämpfe an der Ostgrenze der Bukowina
- 30. November bis 7. Dezember – Stellungskämpfe zwischen Dnjestr und Zbrucz
- 06. bis 17. Dezember – Waffenruhe
- ab 17. Dezember – Waffenstillstand

#### 1918
- bis 18. Februar – Waffenstillstand
- 18. Februar bis 19. März – Unterstützung der Ukraine
- 19. bis 28. März – Transport nach dem Westen
- 28. März bis 10. April – Stellungskämpfe in Lothringen
- 10. bis 15. April – Stellungskrieg in Flandern
- 16. bis 29. April – Kämpfe im Wytschaete-Bogen
- 30. April bis 20. Juli – Stellungskrieg in Flandern
- 21. Juli bis 20. August – Kämpfe zwischen Arras und Albert
- 21. bis 25. August – Schlacht bei Monchy-Bapaume
- 25. August bis 2. September – Schlacht bei Albert-Péronne
- 02. September bis 11. November – Stellungskämpfe in Lothringen
- ab 12. November – Räumung des besetzten Gebietes und Marsch in die Heimat

## Gliederung

### Kriegsgliederung vom 2. Juni 1916
- 165. Infanterie-Brigade
  - Infanterie-Regiment Nr. 329
  - Infanterie-Regiment Nr. 330
- 166. Infanterie-Brigade
  - Infanterie-Regiment Nr. 331
  - Infanterie-Regiment Nr. 332
  - Ersatz-Eskadron/Ulanen-Regiment „Kaiser Alexander II. von Rußland“ (1. Brandenburgisches) Nr. 3
  - 5. Landsturm-Eskadron/V. Armee-Korps
- Stab/2. Thüringisches Feldartillerie-Regiment Nr. 55
  - Ersatz-Abteilung/2. Großherzoglich Hessisches Feldartillerie-Regiment Nr. 61
  - 7. Batterie/Reserve-Fußartillerie-Regiment Nr. 5
  - 2. Reserve-Fußartillerie-Batterie Nr. 24
- Landwehr-Pionier-Kompanie/XIV. Armee-Korps

### Kriegsgliederung vom 26. Juli 1918
- 165. Infanterie-Brigade
  - Infanterie-Regiment Nr. 329
  - Infanterie-Regiment Nr. 330
  - Infanterie-Regiment Nr. 331
  - 3. Eskadron/Dragoner-Regiment „von Wedel“ (Pommersches) Nr. 11
- Artillerie-Kommandeur Nr. 249
  - Fußartillerie-Bataillon Nr. 28
- Pionier-Bataillon Nr. 83
- Divisions-Nachrichten-Kommandeur Nr. 83

## Kommandeure
| Dienstgrad           | Name                 | Datum                               |
| -------------------- | -------------------- | ----------------------------------- |
| Generalleutnant      | Hugo von Wasielewski | 24. Dezember 1914 bis 10. Mai 1915  |
| Generalleutnant z.D. | Max Stumpff          | 25. Juni 1915 bis 7. August 1918    |
| Generalmajor         | Bruno Melms          | 08. August 1918 bis 27. Januar 1919 |